# Park Narodowy Sajama
Park Narodowy Sajama (hiszp. Parque nacional Sajama) – najstarszy park narodowy w Boliwii położony w departamencie Oruro, w prowincji Sajama (gminy Curahuara de Carangas i Turco). Został utworzony 2 sierpnia 1939 roku i zajmuje obszar 949,4 km². W 2003 roku został wpisany na wstępną listę światowego dziedzictwa UNESCO. W 2008 roku został zakwalifikowany przez BirdLife International jako ostoja ptaków IBA.

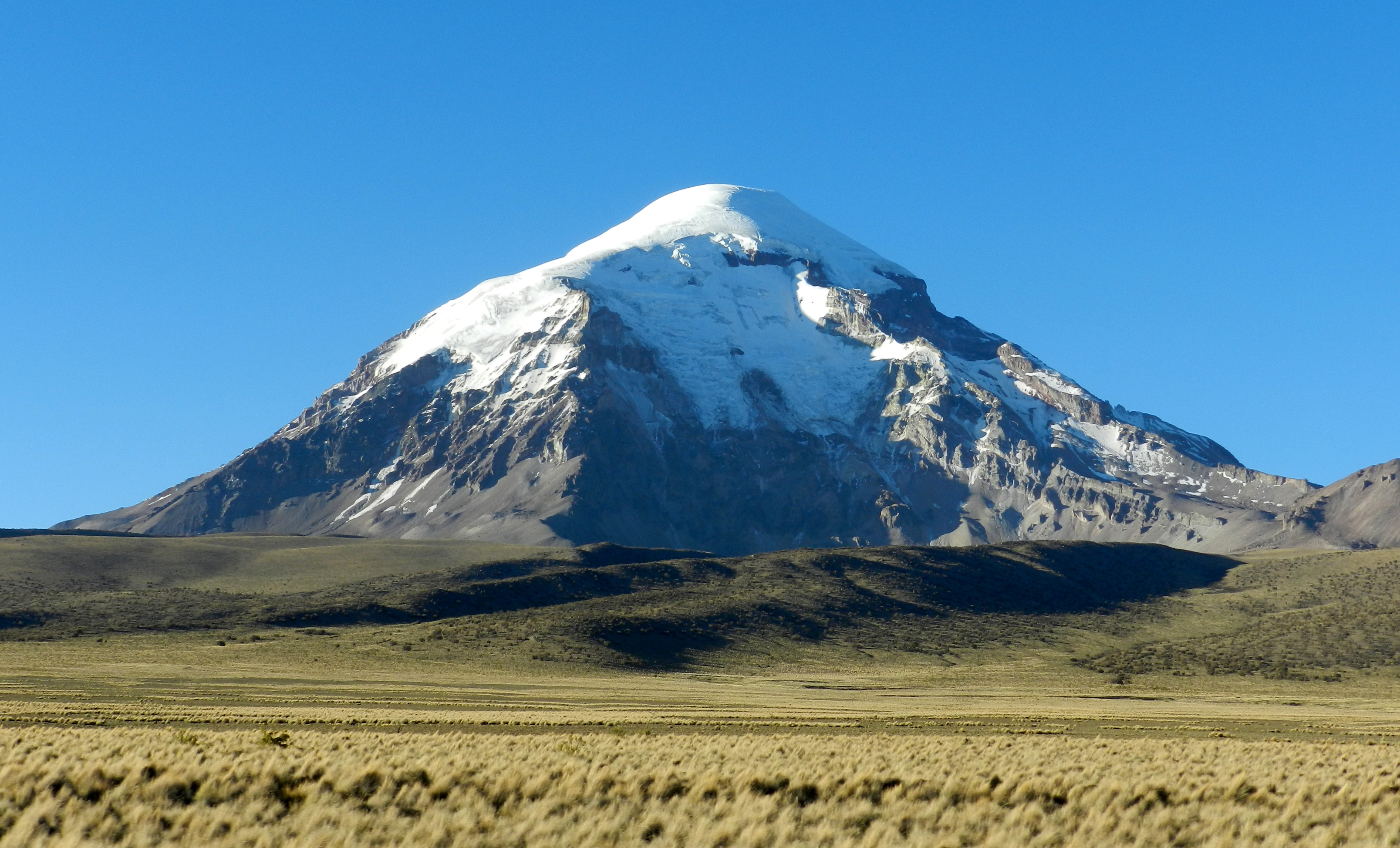
Wulkan Sajama

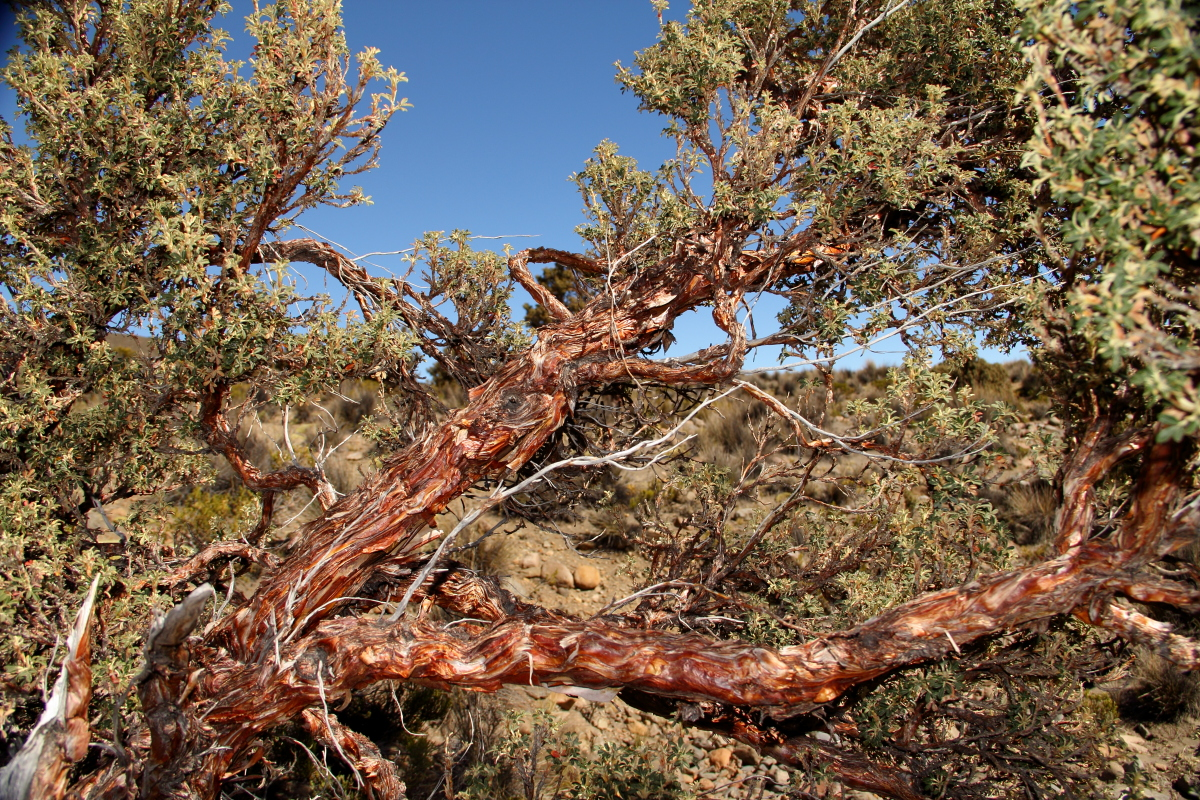
Drzewa Polylepis Tarapacana

## Opis
Park znajduje się w Andach i obejmuje w większości boliwijską część płaskowyżu Altiplano. Od zachodu graniczy z Parkiem Narodowym Lauca w Chile. Położony jest na wysokościach od 4200 do 6542 m n.p.m. W jego środkowej części znajduje się najwyższy szczyt Boliwii – stratowulkan Sajama (6542 m n.p.m.). Zachodnią granicę parku stanowi główna grań Kordyliery Zachodniej, będąca zarazem granicą między Chile a Boliwią. Znajdują się tu m.in. wulkany: Parinacota (6336 m n.p.m.), Pomerape (6222 m) i  Acotango (6050 m). W parku występują gorące źródła, gejzery oraz jeziora (np. jezioro Huanakota).
Klimat suchy i zimny. Średnia roczna temperatura wynosi + 4,6 °C, średnia roczna opadów – 321,1 mm.

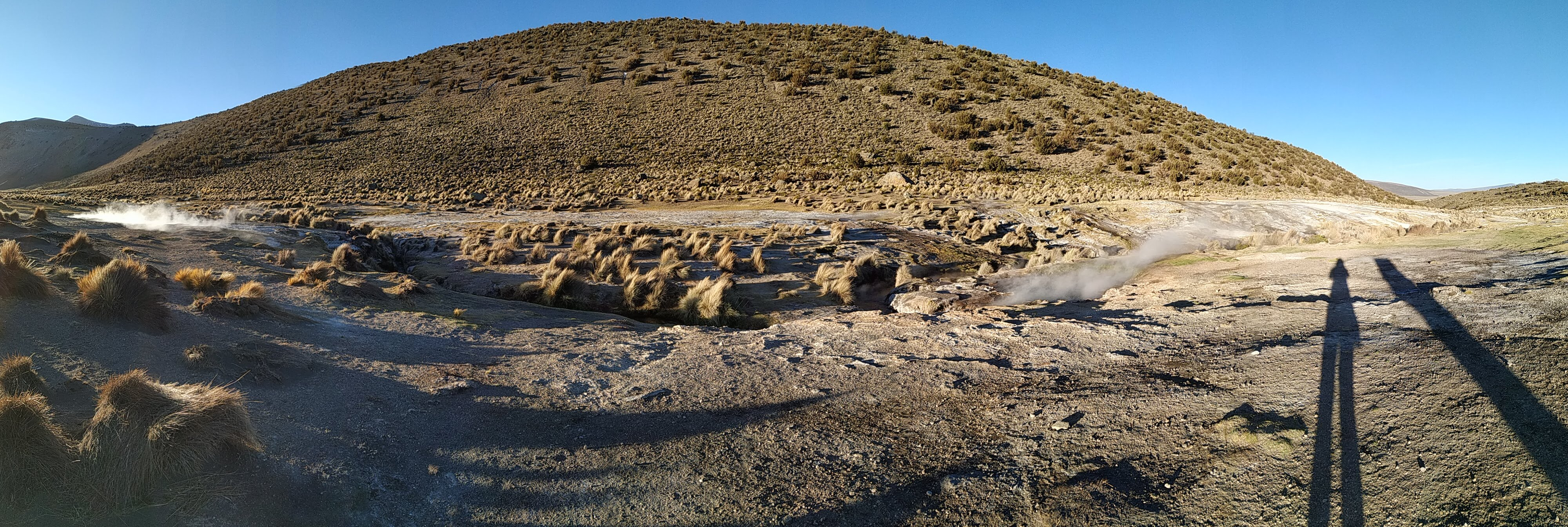
Gejzery w parku

## Flora
Na płaskowyżu główną formacją roślinną jest sucha puna. Na torfowiskach (bofedale), które stanowią 10 procent powierzchni parku, rośnie przeważnie Calamagrostis chrysantha, Calamagrostis rigescens, Oxychole andina, Distichia muscoides, Plantago tubulosa, Werneria pygmaea, Gentiana sedifolia i Phylloscirpus boliviensis, a w miejscach skalistych i położonych wyżej Parastrephia quadrangularis, narażona na wyginięcie (VU) Azorella compacta, Polylepis tarapacana, Festuca orthophylla, Stipa ichu, Cardionema ramosissimum. Na wysokościach od 4200 do 5100 m, głównie wokół wulkanu Sajama, rosną lasy [Polylepis tarapacana. Są to jedne z najwyżej położonych lasów na świecie.

## Fauna
Ssaki występujące w parku to m.in.: zagrożony wyginięciem (EN) ocelot andyjski, narażone na wyginięcie (VU) huemal peruwiański i włosopuklerznik andyjski, a także wikunia andyjska, nibylis andyjski, ocelot pampasowy, puma płowa, skunksowiec andyjski, grizon mniejszy.
Ptaki tu żyjące tu m.in.: narażone na wyginięcie (VU) flaming andyjski, kondor wielki i dzierzbotyran białosterny, a także nandu plamiste, flaming krótkodzioby, łyska wielka i łyska rogata.
Gady to głównie jaszczurki z gatunków Liolaemus signifer i Liolaemus alticolor oraz wąż Tachymenis peruviana, a płazy to m.in.: narażona na wyginięcie (VU) Telmatobius marmoratus, zagrożona wyginięciem (EN) Telmatobius gigas, a także Pleurodema marmoratum, Rhinella spinolosus. 